# Krystyna Kobylańska
Krystyna Kobylańska (Brest, Polònia, 6 d'agost de 1925 – 30 de gener de 2009, Milanówek, Polònia) va ser un musicòleg polonès. Treballà en el Museu Fryderyk Chopin de Varsòvia.
El 1977 va ser autor de la publicació Frédéric Chopin: Thematisch-Bibliographisches Werkverzeichnis (conegut com a Katalogiem Kobylańskiej o KK) (catàleg Kobylańska), un catàleg temàtic complet i definitiu de totes les composicions musicals de Frédéric Chopin.